# Eupteryx stachydis
Eupteryx stachydis är en insektsart som beskrevs av Logvinenko 1967. Eupteryx stachydis ingår i släktet Eupteryx och familjen dvärgstritar.
Artens utbredningsområde är Ukraina. Inga underarter finns listade i Catalogue of Life.